# Jonkershove
Jonkershove é uma vila e deelgemeente belga pertencente ao município de Houthulst, província de Flandres Ocidental. Em 2006, tinha 1.254 habitantes e uma área de 9,56 km².